# 上松站
上松站（日语：／ Agematsu eki */?）是一個位於長野縣木曾郡上松町站前通二丁目，屬於東海旅客鐵道（JR東海）中央本線的鐵路車站。
早晩時段有部分特急「（Wideview）信濃」停靠。

## 車站結構
側式月台1面1線，島式月台1面2線，合計2面3線的地面車站。

### 月台配置
| 月台 | 路線     | 方向 | 目的地             | 備註         |
| ---- | -------- | ---- | ------------------ | ------------ |
| 1    | 中央本線 | 上行 | 中津川、名古屋方向 | 包括特急     |
| 2    | 中央本線 | 上行 | 中津川、名古屋方向 | 待避列車     |
| 2    | 中央本線 | 下行 | 木曾福島、長野方向 | 待避、始發等 |
| 3    | 中央本線 | 下行 | 木曾福島、長野方向 | 包括特急     |

## 相鄰車站
※部分列車停靠此站的特急「信濃」的相鄰停車站參見列車記事。
東海旅客鐵道
 中央本線
木曾福島（CF30）－上松（CF29）－倉本